# 人民路 (郑州)
人民路是河南省郑州市一条西南到东北走向的主干道，南起二七广场，北至紫荆山立交桥，长1.79千米，宽22.5米。

## 历史
1951年，郑州市的公务员义务劳动修建金水路至太康路东段的路基，时称省府大道，同年9月至次年5月铺上碎石。1954年加浇柏油，1956年改称人民路。
1986年，人民路南段（太康路至二七广场段）打通，从郑州站、二七广场到紫荆山的车辆不用再经过太康路百货大楼商业区，缓解了该地区的交通压力。

## 途径公共交通路线
郑州地铁1号线通过人民路地下，并在人民路中段近丹尼斯百货处设人民路站。
郑州公交9路、26路、32路、37路、57路、82路、98路、100路、101路、109路、900路、903路等十几条公交线路亦途径人民路。

## 沿路主要建筑及地点
- 紫荆山百货大楼
- 人民广场
- 黄科苑
- 郑州市为民高中
- 河南中医药大学第一附属医院
- 合记烩面总店
- 丹尼斯百货人民店
- 中原图书大厦
- 新华建国饭店
- 郑州体育馆
- 商城游园
- 鸿成光彩市场
- 郑州City大融城
- 人民路基督教堂
- 商城大厦
- 天然商厦